# Xadrez na Espanha

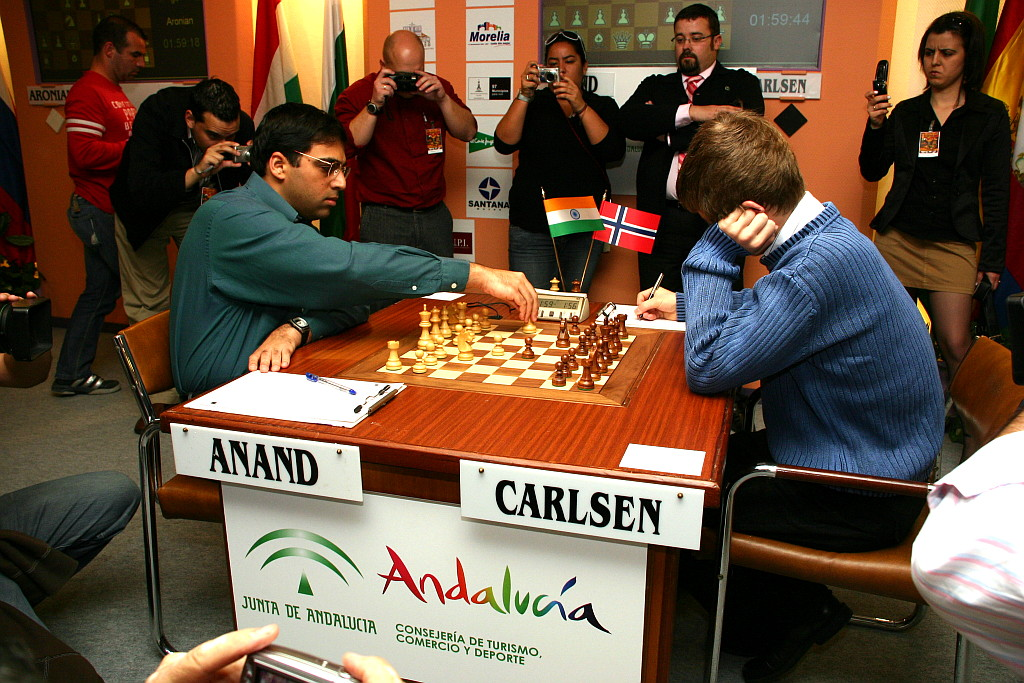
Viswanathan Anand e Magnus Carlsen competindo em Linares em 2007.

O Xadrez na Espanha refere-se à contribuição da Espanha na história do xadrez, desde sua assimilação por volta do século X até a atualidade. Os espanhóis receberam o Xatranje, um dos antecessores do xadrez, a partir dos árabes durante a invasão árabe da Península Ibérica entre os séculos VII e XV. À medida que o xadrez se espalhava pelo restante da Europa, a Espanha contribuiu com as principais literaturas sobre o xadrez do período, culminando com o Libro de los juegos (1283), encomendado por Afonso X no século XIII. Também são de origem espanhola as primeiras evidências arqueológicas do jogo em solo europeu com as peças de Ager, datadas do século XI.
Com as reformulações das regras do jogo no final do século XV, a Espanha foi um dos primeiros países europeus a se destacar. O Repetición de Amores y Arte de Axedrez (1497) de Luis Ramírez de Lucena e Libro de la Invención Liberal y Arte del Juego del Axedrez (1561) de Ruy López de Segura foram as primeiras obras literárias contemplando as novas regras e algumas inovações como a captura en passant. Entretanto, após a derrota de López para Giovanni Leonardo Di Bonna em 1575, os jogadores italianos passaram a se destacar na história do jogo revelando grandes jogadores.
A inclusão da Dama no xadrez foi provavelmente influenciada por rainhas medievais, das quais a Rainha espanhola Isabel I de Castela talvez tenha sido a mais influente para o jogo. Isabel e seu esposo, Fernando II de Aragão, eram conhecidos aficionados pelo xadrez e, ao expulsar os judeus da Espanha no final do século XV, ajudaram a disseminar as novas regras pelo restante da Europa.
O país não tem grandes destaques nas Olimpíadas de xadrez sendo os melhores resultados medalhas individuais por tabuleiro. A equipe espanhola já recebeu um total de sete medalhas (uma de ouro, duas de prata e quatro de bronze) no masculino e três medalhas (duas de prata e uma de bronze) na Olimpíada para mulheres. A Espanha sediou a edição de 2004 das Olimpíadas e o mundial de 1987.

## Panorama histórico
Por volta de 711, a Península Ibérica foi invadida pelos muçulmanos, sob comando de Tárique, que cruzaram o mar Mediterrâneo na altura do estreito de Gibraltar e entraram na Península vencendo Rodrigo, o último rei visigodo da Hispânia, na batalha de Guadalete. Nos anos seguintes, os muçulmanos foram alargando as suas conquistas, assenhoreando-se do território designado em língua árabe como Al-Andalus, os quais governaram por quase oitocentos anos. Apesar dos conflitos constantes que duraram até a reconquista de todo o território, a cultura árabe teve um intenso contato com os reinos cristãos.

## Evidências arqueológicas

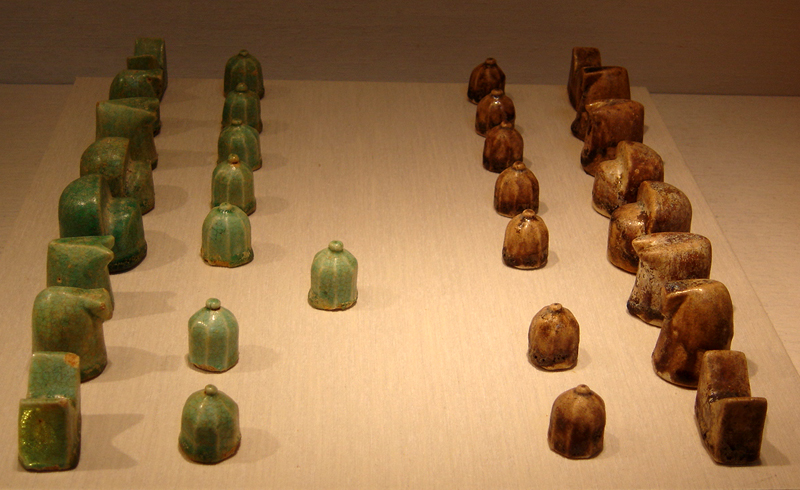
Conjunto de artefatos semelhantes aos encontrados na Espanha.

Seguindo a interpretação do Alcorão de não representar figuras vivas, os primeiros conjuntos de peças de xadrez encontrados na Espanha eram abstratos. O conjunto de peças de Ager, que pertenceu a Ermessenda de Urgel, condessa de Urgel, e foram deixados em seu testamento para a Igreja de Santo Egídio da região no ano de 1058, estão entre as primeiras evidências arqueológicas em solo europeu. Restou um total de 44 peças em cristal com formas abstratas, com o Rei representado por somente um trono e o fers, antecessor da Dama, por um trono ligeiramente menor.. Deste período, existem registros de outras peças doadas através de testamentos para igrejas e mosteiros da Espanha e sul da França. Também foram encontradas peças abstratas em cristal nas cidades de Celanova e San Millán de la Cogolla, ao norte do país, todas datadas entre os séculos X e XI. Outra peça de origem espanhola datada do século XII, tem a representação humanizada de uma pequena Dama enclausurada em um pequeno trono, semelhante a um autorama, e utilizando uma vestimenta para a cabeça semelhante ao utilizado pelas damas do período.

## Literatura

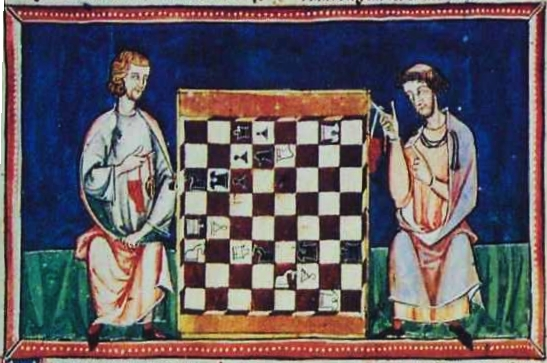
Ilustração do libro de los juegos (1283).

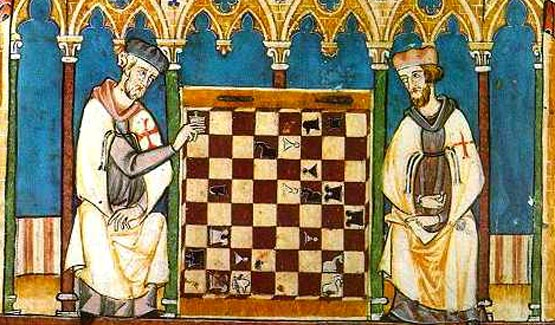
Cavaleiros templários em ilustração do libro de los juegos.

Na literatura, o poema Verses on the Game of Chess escrito pelo rabino espanhol Abraão ibn Ezra no final do século XI não incluiu a Dama no jogo, porém um poema posterior do mesmo autor já faz esta menção (Shegal). Estes registros evidenciam a origem europeia de inclusão da Dama no jogo, uma vez que na versão árabe do xadrez praticado na Espanha, coexistiu a figura do firz até o século XIII. Ezra conviveu tanto com os cristãos quanto os árabes e provavelmente recebeu dos primeiros a figura feminina da peça. Outro trabalho, escrito por Petrus Alfonsi chamado Disciplina Clerical que é essencialmente uma coleção de textos traduzidos do árabe, menciona o xadrez como uma das sete habilidades esperadas de um cavaleiro.
A mais importante obra do período foi o Libro de los Juegos de Axedrez, Dados, y Tablas, um trabalho encomendado por Afonso X de Leão e Castela e concluído em 1283 que consiste em 93 pergaminhos ilustrados com aproximadamente 150 figuras coloridas. Contém 103 problemas de xadrez, que são basicamente modelos árabes semelhantes a finais de partidas; catorze destes problemas se diferenciam por apresentar uma riqueza maior na sua composição no qual um do lado tem uma clara vantagem material, tendo sido provavelmente criados por outro autor. As primeiras cinco páginas contém uma descrição da filosofia do xadrez, as regras, movimento e formato de cada peça e seu valor relativo. As ilustrações contêm uma vasta representação da corte e como o jogo era praticado por cortesãos, estrangeiros, muçulmanos, judeus e cristãos. Uma das ilustrações, contém Eduardo I da Inglaterra com sua noiva Leonor de Castela. A contribuição do livro para a história do xadrez reside como a mais bela obra da literatura medieval, embora não tenha se tornado uma obra de referência em função das obras publicadas por italianos e alemães sobre o jogo. As principais inovações em relação às regras árabes foram a inclusão do privilégio da Dama poder realizar um pulo no seu primeiro movimento na partida, desde que a casa de destino estivesse desocupada e não colocasse em xeque o Rei adversário, e o avanço duplo do peão por duas casas que era permitido a todos os peões até que fosse realizada uma captura na partida.

### O começo das novas regras
No final da Idade Média, o movimento da Dama foi ampliado atingindo a regra atual. A primeira evidência desta nova regra pode ser encontrada no poema catalão Hobra intitulada scachs damor feta per don franci de Castelvi e narcis vinyoles e mossen fenollar sots nom de tres planetas ço es Març vennus e Mercuri per conjunccio e influencia dels quals fon inventada escrito entre 1470 e 1480. O poema descreve uma partida com as regras de movimentação atuais entre Marte cortejando Vênus, observados por Mercúrio e reitera que somente uma Dama é permitida no tabuleiro e quando esta é capturada a partida está virtualmente perdida. O poema descreve outras regras do jogo como a captura en passant, a possibilidade do pulo do Rei no primeiro movimento desde que não passe por uma casa atacada e que não capture peças do adversário, e que o jogador deve mover a peça que foi tocada, e capturar a peça adversária que tocou.
Além deste manuscrito, outros dois livros descrevem as novas regras do jogo: o Libre Del jochs partits dels schachs em nombre de 100 de Francisco Vicente, perdido em 1811 durante um saqueamento dos soldados de Napoleão ao mosteiro de Montserrat, e o Repetición de Amores y Arte de Axedrez de Luis Ramírez de Lucena, impresso na cidade de Salamanca e dedicado ao recém falecido príncipe João, filho de Fernando e Isabel de Castela. O livro de Lucena contém ainda 150 problemas de dois a dez movimentos tanto com as regras antigas quanto as novas e a análise de onze aberturas, consideradas pelo autor como as melhores da Itália, Franca e Espanha. Entretanto a análise é pouco sistemática e contém erros pela confusão das regras antigas com as novas. A mudança nas regras foi tão significativa que o jogo foi chamado por Lucena de dela dama e a versão antiga de del viejo.

## De Lopez a Leonardo

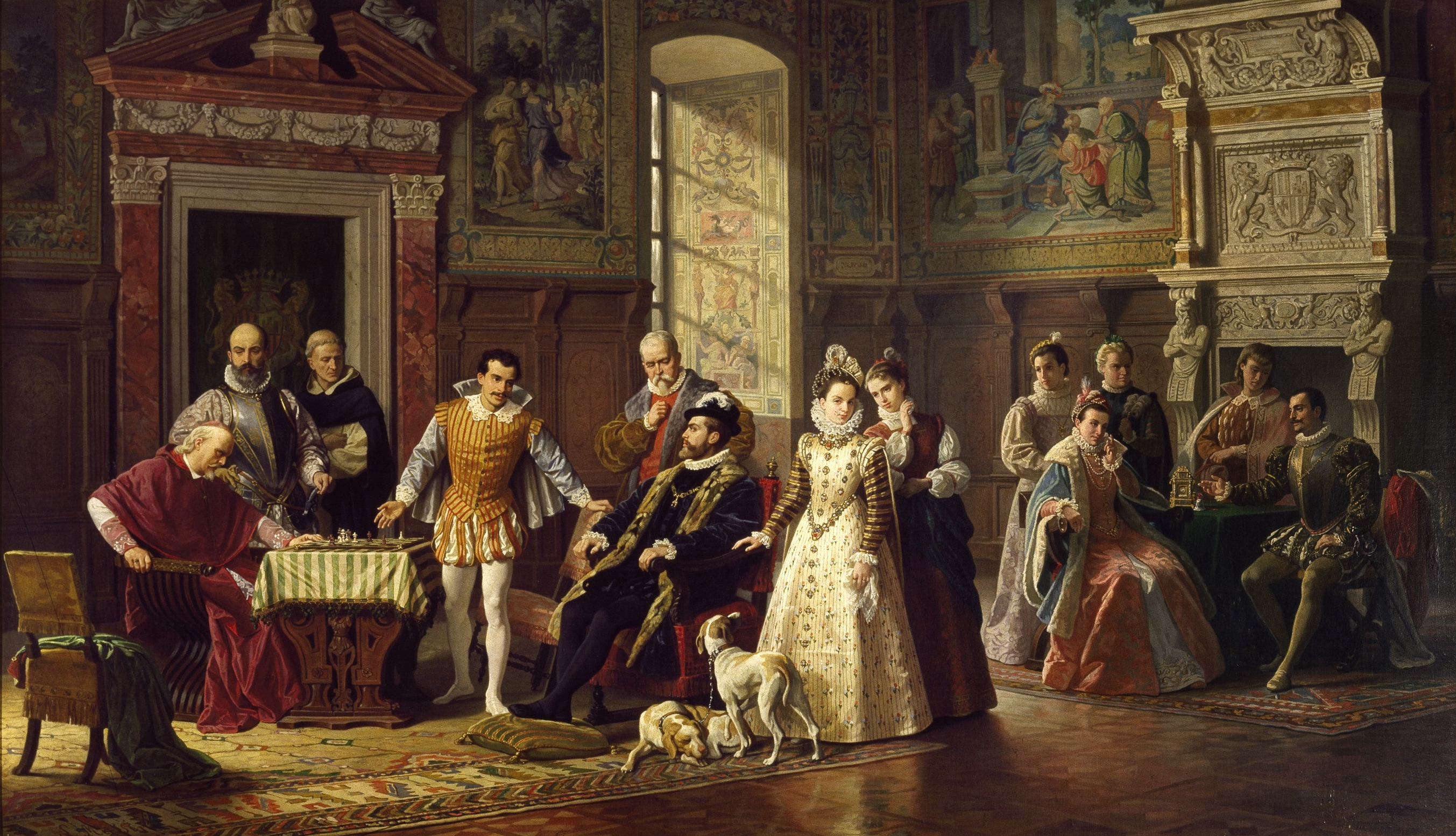
Sfida scacchistica alla corte del Re di Spagna, por Luigi Mussini (1883)

Em 1559, com a ascensão do papa Pio IV, vários clérigos foram a Roma e entre outros o padre Ruy López de Segura, considerado o melhor jogador da Espanha. López considerava que os jogadores italianos ainda tinham muito que aprender antes de se igualarem aos espanhóis e entre seus adversários na Itália esteve Giovanni Leonardo Di Bonna, il puttino. Escreveu o Libro de la invencion liberal y arte del juego del Axedrez em 1561, baseando-se no trabalho de Pedro Damiano de Odemira Questo Libro e da impare giocare a scachi et de la Partite, que havia adquirido na Itália e cujo conteúdo achava pobre. O livro contém várias novas aberturas mas a análise de López não foi tão boa quanto sua habilidade no jogo. Em 1574, López foi derrotado por Leonardo na presença do Rei Filipe II da Espanha e pouco depois foi derrotado novamente por outro italiano chamado Paolo Boi.
No final do século XVI, Santa Teresa de Ávila publicou o trabalho Camino de Perfección onde utilizou o xadrez como uma metáfora para o progresso moral, apesar de o jogo ser desaprovado pela Ordem do Carmo. Por este trabalho, Santa Teresa foi nomeada a patronesse do xadrez na Espanha em 1944.

## Fernando e Isabel de Castela
|   | a | b | c | d | e | f | g | h |   |
| 8 | a8 branco rei · c8 preto rei · h8 preto torre · c7 preto peão · e6 branco peão · f5 branco torre · b4 branco peão · g4 branco torre · b3 preto cavalo · h3 branco bispo · c1 preto torre · e1 preto rainha | a8 branco rei · c8 preto rei · h8 preto torre · c7 preto peão · e6 branco peão · f5 branco torre · b4 branco peão · g4 branco torre · b3 preto cavalo · h3 branco bispo · c1 preto torre · e1 preto rainha | a8 branco rei · c8 preto rei · h8 preto torre · c7 preto peão · e6 branco peão · f5 branco torre · b4 branco peão · g4 branco torre · b3 preto cavalo · h3 branco bispo · c1 preto torre · e1 preto rainha | a8 branco rei · c8 preto rei · h8 preto torre · c7 preto peão · e6 branco peão · f5 branco torre · b4 branco peão · g4 branco torre · b3 preto cavalo · h3 branco bispo · c1 preto torre · e1 preto rainha | a8 branco rei · c8 preto rei · h8 preto torre · c7 preto peão · e6 branco peão · f5 branco torre · b4 branco peão · g4 branco torre · b3 preto cavalo · h3 branco bispo · c1 preto torre · e1 preto rainha | a8 branco rei · c8 preto rei · h8 preto torre · c7 preto peão · e6 branco peão · f5 branco torre · b4 branco peão · g4 branco torre · b3 preto cavalo · h3 branco bispo · c1 preto torre · e1 preto rainha | a8 branco rei · c8 preto rei · h8 preto torre · c7 preto peão · e6 branco peão · f5 branco torre · b4 branco peão · g4 branco torre · b3 preto cavalo · h3 branco bispo · c1 preto torre · e1 preto rainha | a8 branco rei · c8 preto rei · h8 preto torre · c7 preto peão · e6 branco peão · f5 branco torre · b4 branco peão · g4 branco torre · b3 preto cavalo · h3 branco bispo · c1 preto torre · e1 preto rainha | 8 |
| 7 | a8 branco rei · c8 preto rei · h8 preto torre · c7 preto peão · e6 branco peão · f5 branco torre · b4 branco peão · g4 branco torre · b3 preto cavalo · h3 branco bispo · c1 preto torre · e1 preto rainha | a8 branco rei · c8 preto rei · h8 preto torre · c7 preto peão · e6 branco peão · f5 branco torre · b4 branco peão · g4 branco torre · b3 preto cavalo · h3 branco bispo · c1 preto torre · e1 preto rainha | a8 branco rei · c8 preto rei · h8 preto torre · c7 preto peão · e6 branco peão · f5 branco torre · b4 branco peão · g4 branco torre · b3 preto cavalo · h3 branco bispo · c1 preto torre · e1 preto rainha | a8 branco rei · c8 preto rei · h8 preto torre · c7 preto peão · e6 branco peão · f5 branco torre · b4 branco peão · g4 branco torre · b3 preto cavalo · h3 branco bispo · c1 preto torre · e1 preto rainha | a8 branco rei · c8 preto rei · h8 preto torre · c7 preto peão · e6 branco peão · f5 branco torre · b4 branco peão · g4 branco torre · b3 preto cavalo · h3 branco bispo · c1 preto torre · e1 preto rainha | a8 branco rei · c8 preto rei · h8 preto torre · c7 preto peão · e6 branco peão · f5 branco torre · b4 branco peão · g4 branco torre · b3 preto cavalo · h3 branco bispo · c1 preto torre · e1 preto rainha | a8 branco rei · c8 preto rei · h8 preto torre · c7 preto peão · e6 branco peão · f5 branco torre · b4 branco peão · g4 branco torre · b3 preto cavalo · h3 branco bispo · c1 preto torre · e1 preto rainha | a8 branco rei · c8 preto rei · h8 preto torre · c7 preto peão · e6 branco peão · f5 branco torre · b4 branco peão · g4 branco torre · b3 preto cavalo · h3 branco bispo · c1 preto torre · e1 preto rainha | 7 |
| 6 | a8 branco rei · c8 preto rei · h8 preto torre · c7 preto peão · e6 branco peão · f5 branco torre · b4 branco peão · g4 branco torre · b3 preto cavalo · h3 branco bispo · c1 preto torre · e1 preto rainha | a8 branco rei · c8 preto rei · h8 preto torre · c7 preto peão · e6 branco peão · f5 branco torre · b4 branco peão · g4 branco torre · b3 preto cavalo · h3 branco bispo · c1 preto torre · e1 preto rainha | a8 branco rei · c8 preto rei · h8 preto torre · c7 preto peão · e6 branco peão · f5 branco torre · b4 branco peão · g4 branco torre · b3 preto cavalo · h3 branco bispo · c1 preto torre · e1 preto rainha | a8 branco rei · c8 preto rei · h8 preto torre · c7 preto peão · e6 branco peão · f5 branco torre · b4 branco peão · g4 branco torre · b3 preto cavalo · h3 branco bispo · c1 preto torre · e1 preto rainha | a8 branco rei · c8 preto rei · h8 preto torre · c7 preto peão · e6 branco peão · f5 branco torre · b4 branco peão · g4 branco torre · b3 preto cavalo · h3 branco bispo · c1 preto torre · e1 preto rainha | a8 branco rei · c8 preto rei · h8 preto torre · c7 preto peão · e6 branco peão · f5 branco torre · b4 branco peão · g4 branco torre · b3 preto cavalo · h3 branco bispo · c1 preto torre · e1 preto rainha | a8 branco rei · c8 preto rei · h8 preto torre · c7 preto peão · e6 branco peão · f5 branco torre · b4 branco peão · g4 branco torre · b3 preto cavalo · h3 branco bispo · c1 preto torre · e1 preto rainha | a8 branco rei · c8 preto rei · h8 preto torre · c7 preto peão · e6 branco peão · f5 branco torre · b4 branco peão · g4 branco torre · b3 preto cavalo · h3 branco bispo · c1 preto torre · e1 preto rainha | 6 |
| 5 | a8 branco rei · c8 preto rei · h8 preto torre · c7 preto peão · e6 branco peão · f5 branco torre · b4 branco peão · g4 branco torre · b3 preto cavalo · h3 branco bispo · c1 preto torre · e1 preto rainha | a8 branco rei · c8 preto rei · h8 preto torre · c7 preto peão · e6 branco peão · f5 branco torre · b4 branco peão · g4 branco torre · b3 preto cavalo · h3 branco bispo · c1 preto torre · e1 preto rainha | a8 branco rei · c8 preto rei · h8 preto torre · c7 preto peão · e6 branco peão · f5 branco torre · b4 branco peão · g4 branco torre · b3 preto cavalo · h3 branco bispo · c1 preto torre · e1 preto rainha | a8 branco rei · c8 preto rei · h8 preto torre · c7 preto peão · e6 branco peão · f5 branco torre · b4 branco peão · g4 branco torre · b3 preto cavalo · h3 branco bispo · c1 preto torre · e1 preto rainha | a8 branco rei · c8 preto rei · h8 preto torre · c7 preto peão · e6 branco peão · f5 branco torre · b4 branco peão · g4 branco torre · b3 preto cavalo · h3 branco bispo · c1 preto torre · e1 preto rainha | a8 branco rei · c8 preto rei · h8 preto torre · c7 preto peão · e6 branco peão · f5 branco torre · b4 branco peão · g4 branco torre · b3 preto cavalo · h3 branco bispo · c1 preto torre · e1 preto rainha | a8 branco rei · c8 preto rei · h8 preto torre · c7 preto peão · e6 branco peão · f5 branco torre · b4 branco peão · g4 branco torre · b3 preto cavalo · h3 branco bispo · c1 preto torre · e1 preto rainha | a8 branco rei · c8 preto rei · h8 preto torre · c7 preto peão · e6 branco peão · f5 branco torre · b4 branco peão · g4 branco torre · b3 preto cavalo · h3 branco bispo · c1 preto torre · e1 preto rainha | 5 |
| 4 | a8 branco rei · c8 preto rei · h8 preto torre · c7 preto peão · e6 branco peão · f5 branco torre · b4 branco peão · g4 branco torre · b3 preto cavalo · h3 branco bispo · c1 preto torre · e1 preto rainha | a8 branco rei · c8 preto rei · h8 preto torre · c7 preto peão · e6 branco peão · f5 branco torre · b4 branco peão · g4 branco torre · b3 preto cavalo · h3 branco bispo · c1 preto torre · e1 preto rainha | a8 branco rei · c8 preto rei · h8 preto torre · c7 preto peão · e6 branco peão · f5 branco torre · b4 branco peão · g4 branco torre · b3 preto cavalo · h3 branco bispo · c1 preto torre · e1 preto rainha | a8 branco rei · c8 preto rei · h8 preto torre · c7 preto peão · e6 branco peão · f5 branco torre · b4 branco peão · g4 branco torre · b3 preto cavalo · h3 branco bispo · c1 preto torre · e1 preto rainha | a8 branco rei · c8 preto rei · h8 preto torre · c7 preto peão · e6 branco peão · f5 branco torre · b4 branco peão · g4 branco torre · b3 preto cavalo · h3 branco bispo · c1 preto torre · e1 preto rainha | a8 branco rei · c8 preto rei · h8 preto torre · c7 preto peão · e6 branco peão · f5 branco torre · b4 branco peão · g4 branco torre · b3 preto cavalo · h3 branco bispo · c1 preto torre · e1 preto rainha | a8 branco rei · c8 preto rei · h8 preto torre · c7 preto peão · e6 branco peão · f5 branco torre · b4 branco peão · g4 branco torre · b3 preto cavalo · h3 branco bispo · c1 preto torre · e1 preto rainha | a8 branco rei · c8 preto rei · h8 preto torre · c7 preto peão · e6 branco peão · f5 branco torre · b4 branco peão · g4 branco torre · b3 preto cavalo · h3 branco bispo · c1 preto torre · e1 preto rainha | 4 |
| 3 | a8 branco rei · c8 preto rei · h8 preto torre · c7 preto peão · e6 branco peão · f5 branco torre · b4 branco peão · g4 branco torre · b3 preto cavalo · h3 branco bispo · c1 preto torre · e1 preto rainha | a8 branco rei · c8 preto rei · h8 preto torre · c7 preto peão · e6 branco peão · f5 branco torre · b4 branco peão · g4 branco torre · b3 preto cavalo · h3 branco bispo · c1 preto torre · e1 preto rainha | a8 branco rei · c8 preto rei · h8 preto torre · c7 preto peão · e6 branco peão · f5 branco torre · b4 branco peão · g4 branco torre · b3 preto cavalo · h3 branco bispo · c1 preto torre · e1 preto rainha | a8 branco rei · c8 preto rei · h8 preto torre · c7 preto peão · e6 branco peão · f5 branco torre · b4 branco peão · g4 branco torre · b3 preto cavalo · h3 branco bispo · c1 preto torre · e1 preto rainha | a8 branco rei · c8 preto rei · h8 preto torre · c7 preto peão · e6 branco peão · f5 branco torre · b4 branco peão · g4 branco torre · b3 preto cavalo · h3 branco bispo · c1 preto torre · e1 preto rainha | a8 branco rei · c8 preto rei · h8 preto torre · c7 preto peão · e6 branco peão · f5 branco torre · b4 branco peão · g4 branco torre · b3 preto cavalo · h3 branco bispo · c1 preto torre · e1 preto rainha | a8 branco rei · c8 preto rei · h8 preto torre · c7 preto peão · e6 branco peão · f5 branco torre · b4 branco peão · g4 branco torre · b3 preto cavalo · h3 branco bispo · c1 preto torre · e1 preto rainha | a8 branco rei · c8 preto rei · h8 preto torre · c7 preto peão · e6 branco peão · f5 branco torre · b4 branco peão · g4 branco torre · b3 preto cavalo · h3 branco bispo · c1 preto torre · e1 preto rainha | 3 |
| 2 | a8 branco rei · c8 preto rei · h8 preto torre · c7 preto peão · e6 branco peão · f5 branco torre · b4 branco peão · g4 branco torre · b3 preto cavalo · h3 branco bispo · c1 preto torre · e1 preto rainha | a8 branco rei · c8 preto rei · h8 preto torre · c7 preto peão · e6 branco peão · f5 branco torre · b4 branco peão · g4 branco torre · b3 preto cavalo · h3 branco bispo · c1 preto torre · e1 preto rainha | a8 branco rei · c8 preto rei · h8 preto torre · c7 preto peão · e6 branco peão · f5 branco torre · b4 branco peão · g4 branco torre · b3 preto cavalo · h3 branco bispo · c1 preto torre · e1 preto rainha | a8 branco rei · c8 preto rei · h8 preto torre · c7 preto peão · e6 branco peão · f5 branco torre · b4 branco peão · g4 branco torre · b3 preto cavalo · h3 branco bispo · c1 preto torre · e1 preto rainha | a8 branco rei · c8 preto rei · h8 preto torre · c7 preto peão · e6 branco peão · f5 branco torre · b4 branco peão · g4 branco torre · b3 preto cavalo · h3 branco bispo · c1 preto torre · e1 preto rainha | a8 branco rei · c8 preto rei · h8 preto torre · c7 preto peão · e6 branco peão · f5 branco torre · b4 branco peão · g4 branco torre · b3 preto cavalo · h3 branco bispo · c1 preto torre · e1 preto rainha | a8 branco rei · c8 preto rei · h8 preto torre · c7 preto peão · e6 branco peão · f5 branco torre · b4 branco peão · g4 branco torre · b3 preto cavalo · h3 branco bispo · c1 preto torre · e1 preto rainha | a8 branco rei · c8 preto rei · h8 preto torre · c7 preto peão · e6 branco peão · f5 branco torre · b4 branco peão · g4 branco torre · b3 preto cavalo · h3 branco bispo · c1 preto torre · e1 preto rainha | 2 |
| 1 | a8 branco rei · c8 preto rei · h8 preto torre · c7 preto peão · e6 branco peão · f5 branco torre · b4 branco peão · g4 branco torre · b3 preto cavalo · h3 branco bispo · c1 preto torre · e1 preto rainha | a8 branco rei · c8 preto rei · h8 preto torre · c7 preto peão · e6 branco peão · f5 branco torre · b4 branco peão · g4 branco torre · b3 preto cavalo · h3 branco bispo · c1 preto torre · e1 preto rainha | a8 branco rei · c8 preto rei · h8 preto torre · c7 preto peão · e6 branco peão · f5 branco torre · b4 branco peão · g4 branco torre · b3 preto cavalo · h3 branco bispo · c1 preto torre · e1 preto rainha | a8 branco rei · c8 preto rei · h8 preto torre · c7 preto peão · e6 branco peão · f5 branco torre · b4 branco peão · g4 branco torre · b3 preto cavalo · h3 branco bispo · c1 preto torre · e1 preto rainha | a8 branco rei · c8 preto rei · h8 preto torre · c7 preto peão · e6 branco peão · f5 branco torre · b4 branco peão · g4 branco torre · b3 preto cavalo · h3 branco bispo · c1 preto torre · e1 preto rainha | a8 branco rei · c8 preto rei · h8 preto torre · c7 preto peão · e6 branco peão · f5 branco torre · b4 branco peão · g4 branco torre · b3 preto cavalo · h3 branco bispo · c1 preto torre · e1 preto rainha | a8 branco rei · c8 preto rei · h8 preto torre · c7 preto peão · e6 branco peão · f5 branco torre · b4 branco peão · g4 branco torre · b3 preto cavalo · h3 branco bispo · c1 preto torre · e1 preto rainha | a8 branco rei · c8 preto rei · h8 preto torre · c7 preto peão · e6 branco peão · f5 branco torre · b4 branco peão · g4 branco torre · b3 preto cavalo · h3 branco bispo · c1 preto torre · e1 preto rainha | 1 |
|   | a | b | c | d | e | f | g | h |   |

Isabel I de Castela e Fernando II de Aragão foram enxadristas aficionados. Hernando del Pulgar, o historiador real, relata que Fernando dedicava mais tempo ao xadrez e ao gamão do que devia, enquanto a Isabel desaprovava os jogos de azar, tendo-os proibido na corte real. Em 1487, durante o cerco à cidade de Málaga na guerra de Granada, um alfaqui chamado Ibrahim Al-Gervi tentou assassinar o casal real, que era visto com frequência jogando xadrez. Entretanto, o assassino confundiu o rei e a rainha com Beatriz de Bobadilla, uma amiga da rainha, e um nobre chamado Alvaro de Portugal, que estavam jogando xadrez no local. Beatriz sobreviveu ao tento, e Al-Gervi morto no local por soldados castelhanos.
Por volta de 1491, Cristóvão Colombo buscava suporte financeiro para seu plano de viajar para as Índias através de uma nova rota. Apesar de ser a terceira tentativa de convencer o casal, nesta ocasião Isabel se convenceu que apoiar tal expedição poderia trazer honra e riqueza a Espanha. Colombo pleiteava o cargo de Almirante e vice-rei como uma das condições para que continuasse com seu plano, porém estes títulos eram considerados extravagantes para um navegador com pouca experiência. Fernando foi inquirido sobre esta exigência quando estava concentrado em uma partida. Isabel então o ajudou a conseguir um movimento vencedor e o convenceu a conceder o título ao navegador genovês.
Em 1492, através do decreto de Alhambra, Fernando e Isabel expulsaram cerca de duas mil famílias de judeus da Espanha, que emigraram para outras grandes cidades da Europa, Turquia e do Oriente Próximo. Isto pode ter impulsionado a disseminação das novas regras de movimentação do jogo, que se tornou firmemente estabelecido já na primeira metade do século XVI.

## Atualidade
No início do século XX o governo espanhol financiou o matemático e engenheiro civil Leonardo Torres y Quevedo no desenvolvimento do autômato conhecido como El Ajedrecista, que tinha por objetivo demonstrar que uma máquina era capaz de executar um conjunto de instruções. O autômato era capaz de jogar automaticamente um final de jogo do Rei solitário contra Torre e Rei a partir de qualquer posição, sem qualquer intervenção humana. Este dispositivo, considerado o primeiro jogo de computador do mundo, foi apresentado pela primeira vez em Paris em 1914 e foi um sucesso inclusive tendo derrotado em 1951 Savielly Tartakower, que recebeu a honra de ser o primeiro Grande Mestre a ser derrotado por uma máquina.
Em 1924 foi fundada a FIDE, tendo como um dos seus membros fundadores a Espanha e três anos depois foi fundada na cidade de Barcelona a Federación Española de Ajedrez (FEDA), entidade máxima na organização e regulamentação das competições no país. Seu campeonato nacional masculino foi disputado pela primeira vez em 1902 mas somente após 1942 numa base anual, enquanto o feminino foi iniciado em 1950 e realizado bienalmente até 1971,  quando se tornou anual. O país participa regularmente da Olimpíada de Xadrez e sediou o evento em Calvià (2004). Sua melhor colocação no masculino foi o sexto lugar em Yerevan (2006) e no feminino, o terceiro lugar em Haifa (1976). Individualmente, o país detém uma medalha de ouro (Salónica (1984) no 1º reserva), duas de prata (Buenos Aires (1978) no quarto tabuleiro e Dresden (2008) no segundo) e quatro de bronze (Leipzig (1960) e Varna (1962) no segundo tabuleiro e Bled (2002) e Turim (2006) no terceiro tabuleiro). Nas Olimpíadas femininas o país teve sua primeira participação na edição em Medelin (1974) e os melhores resultados individuais foram duas medalhas de prata ( Medelin (1974) e Haifa (1976) no segundo tabuleiro) e medalha de bronze em Bled (2002) no terceiro tabuleiro.
O país já sediou eventos FIDE como por exemplo o Mundial de 1987, o Campeonato Mundial Júnior em 1965 em Barcelona, duas disputas de quartas de final do Torneio de Candidatos de 1971, vencido por Bobby Fischer, e vários torneios zonais tanto do mundial masculino quanto do feminino. É realizado desde 1978 na cidade de Linares o Torneio de Linares que conta com a participação dos mais fortes jogadores do mundo. No ano de 1994, o rating ELO médio da competição foi de 2685, sendo o primeiro evento da categoria XVIII já realizados e em 1998 o evento atingiu a categoria XXI.